# Werra (Schiff, 1923)
Die Werra (II) war ein 1923 in Dienst gestelltes Kombischiff des Norddeutschen Lloyd. Sie gehörte zu den sechs bei der AG Weser gebauten Kombischiffen der Weser-Klasse. Wie das Typschiff Weser wurde sie vor allem nach Südamerika eingesetzt, während die weiteren Schwesterschiffe ihre Dienstzeit beim NDL auf der Route nach Ostasien verbrachten.
1935 wurde die Werra mit zwei ihrer Schwesterschiffe in der Vorbereitung des Abessinienkriegs nach Italien verkauft und in Calabria umbenannt. 1940 wurde der jetzt italienische Ostasien-Liner in Indien beschlagnahmt und der britischen Regierung unterstellt. Am 8. Dezember 1940 wurde die Calabria westlich von Irland von einem deutschen U-Boot versenkt, wobei alle 360 Menschen an Bord ums Leben kamen.

## Geschichte des Schiffes
Das 9.475 BRT große Dampfschiff Werra wurde bei AG Weser in Bremen für den Norddeutschen Lloyd gebaut und lief am 21. September 1922 vom Stapel. Sie wurde als zweites Schiff der Weser-Klasse fertiggestellt. Ähnlich wie bei den Frachtschiffen der Minden-Klasse ließ der NDL auch bei dieser Klasse neben den von der Reederei noch bevorzugten Dampfschiffen je ein Schiff als Turbinen- bzw. Motorschiff fertigstellen. Ihre Schwesterschiffe waren die Weser (1922), die Saarbrücken (1923), das Turbinenschiff Coblenz (1924), die Trier (1924) und das Motorschiff Fulda (1924).
Der 146 Meter lange Doppelschraubendampfer Werra, benannt nach einem der Quellflüsse der Weser, konnte eine maximale Geschwindigkeit von 12,5 Knoten erreichen und war zur Beförderung von 145 Passagieren der Zweiten und 818 Passagieren der Dritten Klasse ausgelegt. Die große Passagiereinrichtung hatten nur die beiden ersten Schiffe für den Auswanderer- und Saisonarbeiterverkehr nach Südamerika. Die folgenden Ostasienschiffe sollten nur bis knapp 200 Fahrgästen Platz bieten.
Die erste Werra des NDL war der zweite Schnelldampfer der Flüsse-Klasse. Sie war an den NDL 1882 abgeliefert worden und bis zum Herbst 1899 im Dienst geblieben. Da ein geplanter Verkauf sich nicht realisieren ließ, wurde sie 1901 abgewrackt.
Am 3. Februar 1923 lief die Werra in Bremen zu ihrer Jungfernfahrt, wie schon das Typschiff Weser, auch nach Ostasien aus. Anschließend wurde das Schiff auf der Route Bremen–La Plata eingesetzt, auf die dann auch das Typschiff Weser umgesetzt wurde, während die anderen Schwesterschiffe auf der Route Ostasien in Dienst kamen und bis zum Ende ihrer Dienstzeit beim NDL eingesetzt wurden.
Vor Weser und Werra waren auf der 1921 wiedereröffneten Passagierlinie zum La Plata zuerst die alte Seydlitz und Gotha dann ab 1922 die Neubauten Köln und Crefeld (9.300 BRT) und die neue Sierra Nevada (ab 1925 Madrid, 8.736 BRT) eingesetzt worden. Dazu kamen ab Ende 1923 auch die drei größeren Dampfer der neuen Sierra-Klasse (11400 BRT) zum Einsatz. Später wurde die Werra auch auf der Route von Bremen nach Havanna auf Kuba und Galveston in Texas neben der Karlsruhe eingesetzt, wo sie ab 1933 das letzte NDL-Passagierschiff war, ehe der Dienst im Sommer 1933 völlig aufgegeben wurde.

### Verkauf nach Italien
Am 13. August 1935 wurde die Werra an die italienische Regierung verkauft, die sie als Truppentransporter für den Abessinienkrieg benötigte. Neben der Werra erwarb Italien unter Vermittlung der Reichsregierung auch noch deren Schwesterschiffe Coblenz und Saarbrücken sowie die Sierra Ventana vom NDL und von der Hapag die Resolute und die General Mitre. Die Werra wurde der drei Jahre zuvor verstaatlichten Reederei „Società Italia Flotte Riuniti“ übergeben, welche sie in Calabria umbenannte. 1936 ging das Schiff an den Lloyd Triestino mit Sitz in Triest über, als die unter staatlicher Kontrolle vereinigten italienischen Reedereien wieder privatisiert wurden. Der Lloyd Triestino setzte sie im Ostasiendienst ein, wie auch die beiden anderen 1935 an die italienische Regierung verkauften Schwesterschiffe.

### Im Zweiten Weltkrieg
Am 10. Juni 1940 wurde die Calabria in Kalkutta von Großbritannien beschlagnahmt und dem britischen Ministry of War Transport (MoWT) unterstellt. Das Management übernahm die Reederei British India Steam Navigation Company. Das Schiff sollte eigentlich den neuen Namen British Inventor erhalten, aber bevor es dazu kam, wurde es versenkt.
Am 8. Dezember 1940 befand sich die Calabria mit 140 Besatzungsmitgliedern, einem Kanonier und 230 Passagieren auf einer Fahrt von Kalkutta über Freetown nach Belfast und Glasgow. Die Passagiere waren indische Seemänner, die als Besatzungsmitglieder für andere Schiffe gedacht waren. Das Kommando hatte Kapitän David Lonie. Die Ladung bestand aus 4.000 Tonnen Eisen, 3.050 Tonnen Tee und 1.870 Tonnen Presskuchen.
Um 20.58 Uhr abends am 8. Dezember wurde die Calabria, die sich von ihrem Konvoi SLS-56 getrennt hatte, 295 Seemeilen westlich vom Slyne-Head-Leuchtturm an der Küste der irischen Grafschaft Galway von zwei Torpedos des deutschen U-Boots U 103 (Korvettenkapitän Viktor Schütze) getroffen. Das Schiff sank nach einem Fangschuss um 21.06 Uhr auf der Position 52° 43′ 0″ N, 18° 7′ 0″ W. Kapitän Lonie, 128 Besatzungsmitglieder, der Kanonier und alle 230 Passagiere kamen ums Leben (360 Personen). Nur 21 Besatzungsmitglieder überlebten und wurden von dem Zerstörer der Royal Navy Sikh (Commander Graham Henry Stokes) gerettet und nach Derry gebracht.

## Die Schwesterschiffe
| Stapellauf in Dienst  | Name        | Tonnage  | B.Nr. | Schicksal |
| --------------------- | ----------- | -------- | ----- | --- |
| 7.06.1922 25.10.1922  | Weser       | 9450 BRT | 323   | nach zwei Ostasienreisen im La Plata-Dienst, 1933 als erster Nachkriegsbau verschrottet |
| 21.06.1923 31.10.1923 | Saarbrücken | 9429 BRT | 325   | Ostasiendienst mit bis zu 198 Passagieren, 1935 Verkauf nach Italien: Toscana, 1940 bis 1945 Lazarettschiff, ab 1948 Australiendienst, 1962 verschrottet                                       |
| 17.08.1923 15.01.1924 | Coblenz     | 9449 BRT | 326   | Turbinenschiff, Ostasiendienst, 1935 Verkauf nach Italien: Sicilia, als Lazarettschiff am 5. April 1943 in Neapel nach Bombentreffer gesunken                                                  |
| 17.11.1923 12.07.1924 | Trier       | 9415 BRT | 327   | Ostasiendienst, 1937 Verkauf an die Türkei: Erkin, U-Boot Depotschiff, 1956 außer Dienst und verschrottet                                                                                      |
| 16.06.1924 1.12.1924  | Fulda       | 9492 BRT | 328   | Motorschiff, Ostasiendienst, 1935 Passagiereinrichtung bis auf 24 Plätze ausgebaut (7744 BRT), 1940 an Japan verkauft: Teikoku Maru, Teikai Maru, 30. Dezember 1944 durch Luftangriff versenkt |